# 嚴端 (景泰進士)

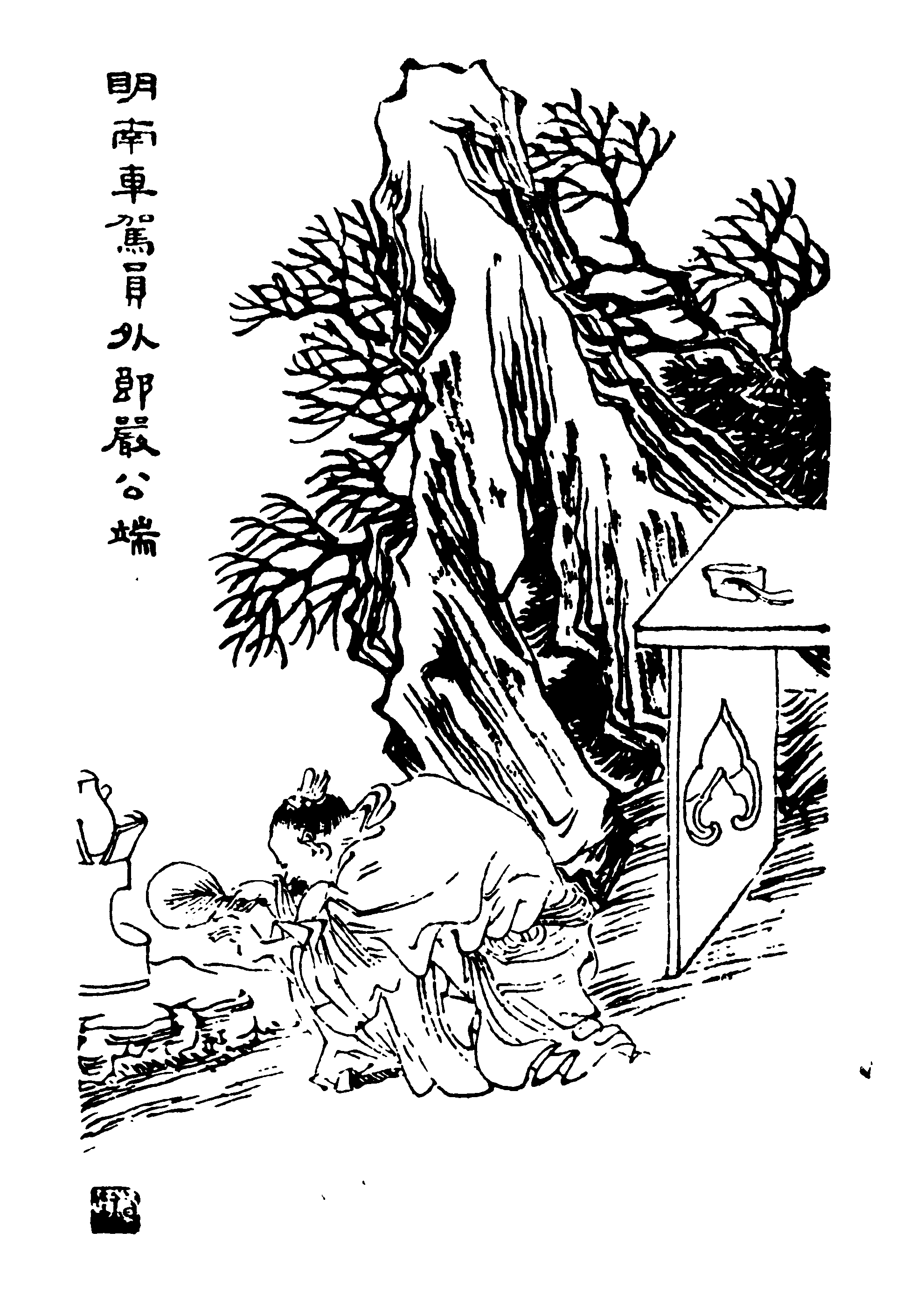
明南車駕員外郎嚴公端（清代畫家虞琴所繪，出自《四明人鑑》）

嚴端（1429年—？），字克正，浙江都司寧波衛後千戶所人，軍餘，明朝政治人物。進士出身。

## 生平
景泰四年（1453年）癸酉科浙江鄉試第五十四名。景泰五年（1454年）聯捷甲戌科會試第三百四名，殿試登進士第二甲第十三名。選南京兵部武庫司主事，轉車駕司員外郎。

## 家族
曾祖嚴敬。祖父嚴德善。父嚴肅。

## 延伸閱讀
[在维基数据编辑]
 《四明人鑑·明南車駕員外郎嚴公端》，出自《四明人鑑》